# Мілослав
Мілослав (пол. Miłosław) — місто в західній Польщі.

## Демографія
Демографічна структура станом на 31 березня 2011 року:
|          | Загалом | Допрацездатний вік | Працездатний вік | Постпрацездатний вік |
| -------- | ------- | ------------------ | ---------------- | -------------------- |
| Чоловіки | 1757    | 334                | 1269             | 154                  |
| Жінки    | 1884    | 350                | 1157             | 377                  |
| Разом    | 3641    | 684                | 2426             | 531                  |